# Stawy Łężczok
Stawy Łężczok (kod PLH240010) – specjalny obszar ochrony siedlisk sieci Natura 2000, zlokalizowany na terenie województwa dolnośląskiego, w powiecie raciborskim pomiędzy Raciborzem, Nędzą, Zawadą Książęcą i Babicami. Znajduje się na terenie Parku Krajobrazowego „Cysterskie Kompozycje Krajobrazowe Rud Wielkich” w Rezerwacie przyrody Łężczok. Obszar obejmuje powierzchnię 583.66 ha
Teren wyznaczony został w celu długotrwałego zabezpieczenia naturalnych siedlisk życia oraz populacji zagrożonych wymarciem gatunków zwierząt (z wyłączeniem ptaków) takich jak: kumak nizinny Bombina bombina i modraszek telejus Maculinea (Phengaris) teleius.

## Sidliska pod ochroną
- starorzecza i naturalne eutroficzne zbiorniki wodne ze zbiorowiskami z Nympheion, Potamion
- ziołorośla górskie (Adenostylion alliariae) i ziołorośla nadrzeczne (Convolvuletalia sepium)
- niżowe i górskie świeże łąki użytkowane ekstensywnie (Arrhenatherion elatioris)
- grąd środkowoeuropejski i subkontynentalny (Galio-Carpinetum, Tilio-Carpinetum)